# Душан Прелевић Преле
Душан Прелевић (Београд, 11. новембар 1948 — Београд, 28. јул 2007) био је српски рокер, писац и сценариста.

## Биографија
Прелевић је играо фудбал у Хајдуку и Црвеној звезди, а био је хокејашки голман Партизана.
Музиком је започео да се бави професионално 1965. године. Био је члан следећих музичких састава: Оркани, Јуниори, Силуете Томија Совиља и Визије. Од 1968. године је члан Корни групе. У групи остаје само неколико месеци, када га замењује Далибор Брун. Са њима је снимио песму „Човек и пас“.
Потом започиње његова солистичка каријера. На Београдском пролећу 1970. године изводи композицију „Да л' постоји она коју сањам“, а на Омладинском фестивалу у Суботици за песму „Кажу“ добија награду.
Био је члан Удружења џез музичара. Снимио је неколико плоча, писао је текстове за рок и џез композиције, а у Атељеу 212 је играо и певао у мјузиклу Коса.
Средином седамдесетих је био певач рок састава „Опус“ Миодрага Мивета Округића, са којима је снимио један ЛП, да би се на преласку из седамдесетих у осамдесете обрео у Холандији, где је певао црначку музику по тамошњим клубовима.
Свој први албум „На оштрици бријача“ објавио је 1982. године уз помоћ Боре Ђорђевића, тромбонисте Кирета Митрева, клавијатуристе Лазе Ристовског, гитаристе Енеса Мекића, басисте Ненада Стефановића Јапанца, бубњара Владимира Фурдуја, трубача Стјепка Гута и глумца Слободана Алигрудића. Са плоче су се издвојиле песме „Мајко на шта личи твој син“ и обрада хита сарајевских Индекса „Јутро ће променити све“.
Десетак година касније 1991. године, издао је свој други албум „У реду победио сам“, на којем су свирали чувени трубач Душко Гојковић, контрабасиста Миша Блам, клавијатуриста Миша Крстић и познати Џез бубњар Лала Ковачев. На албуму су неки хитови са претходне плоче и обраде познатих џез стандарда.
Последњих двадесетак година је објављивао приче и есеје у НИН-у, Књижевним новинама, Дуги и другим листовима, а написао је три књиге приповедака. Аутор је сценарија за филм Последњи круг у Монци, а написао је и наставак.
Свој политички ангажман манифестовао је чланством у ДЕПОС-у почетком деведесетих година 20. века и у ДСС-у. Био је ухапшен у демонстрацијама 9. марта 1991. године.
Није се женио. Отац је две кћери, Дине и Милице.

## Дискографија

### Синглови
- Кажу/Да л’ постоји она коју сањам (ПГП РТБ 1970)
- Хеј, хеј, окрени се/Јесења песма (ПГП РТБ 1973)
- Нисам више твој/У ноћима без сна (ПГП РТБ 1973)
- Тајна/Прошло је све (ПГП РТБ 1974)
- Врати ми снове за двоје/Не тражи љубав (ПГП РТБ 1974)
- Мојих пет минута/Поведи ме (ПГП РТБ 1978)
- Хоћу да памтиш/Хоћу да памтиш, инструментал (ПГП РТБ 1980)

## Фестивали
Београдско пролеће:
- Дал’ постоји негде она коју сањам, '70
- Врати ми снове за двоје, '74, треће место
- Губитник сам ја, '79

Омладина, Суботица:
- Сећање на сан, '69
- Кажу, '70, треће место

Опатија:
- Хоћу да памтиш (Вече рок музике), '80
- Љубав наша умире (дует са Надом Павловић), '80
- Мајко на шта личи твој син, '83

МЕСАМ:
- Због таквих жена настају баладе, '86

### Албуми
- На оштрици бријача (ПГП РТБ 1982)
- У реду, победио сам (ПГП РТБ 1992)
- Ја, Преле! (ПГП РТС 1996)